# Pépieux
Pépieux  (en occitan Pepius ), est une commune française située dans le nord du département de l'Aude en région Occitanie.
Sur le plan historique et culturel, la commune fait partie du Minervois, un pays de basses collines qui s'étend du Cabardès, à l'ouest, au Biterrois à l'est, et de la Montagne Noire, au nord, jusqu'au fleuve Aude au sud. Exposée à un climat méditerranéen, elle est drainée par l'Espène, l'Ognon, le ruisseau de Landrogoul et par divers autres petits cours d'eau. La commune possède un patrimoine naturel remarquable composé d'une zone naturelle d'intérêt écologique, faunistique et floristique.
Pépieux est une commune rurale qui compte 1 105 habitants en 2022, après avoir connu une forte hausse de la population depuis 1975. Ses habitants sont appelés les Pépieuxois ou  Pépieuxoises.
Le patrimoine architectural de la commune comprend trois  immeubles protégés au titre des monuments historiques : le dolmen Lo Morrel dos Fados, inscrit en 1953 puis classé en 1953, l'église Saint-Étienne, classé en 1927, et la chapelle de Pépieux, inscrite en 1942.

## Géographie
Située dans le Minervois à 34 km de Carcassonne, 34 km de Narbonne et 48 km de Béziers, la commune française de Pépieux est limitrophe du département de l'Hérault.

### Communes limitrophes
Les communes limitrophes sont  Azille, Cesseras, Olonzac et Siran.
|                 | Cesseras (Hérault) |                   |
| Siran (Hérault) | Pépieux            | Olonzac (Hérault) |
|                 | Azille (Aude)      |                   |

### Milieux naturels et biodiversité

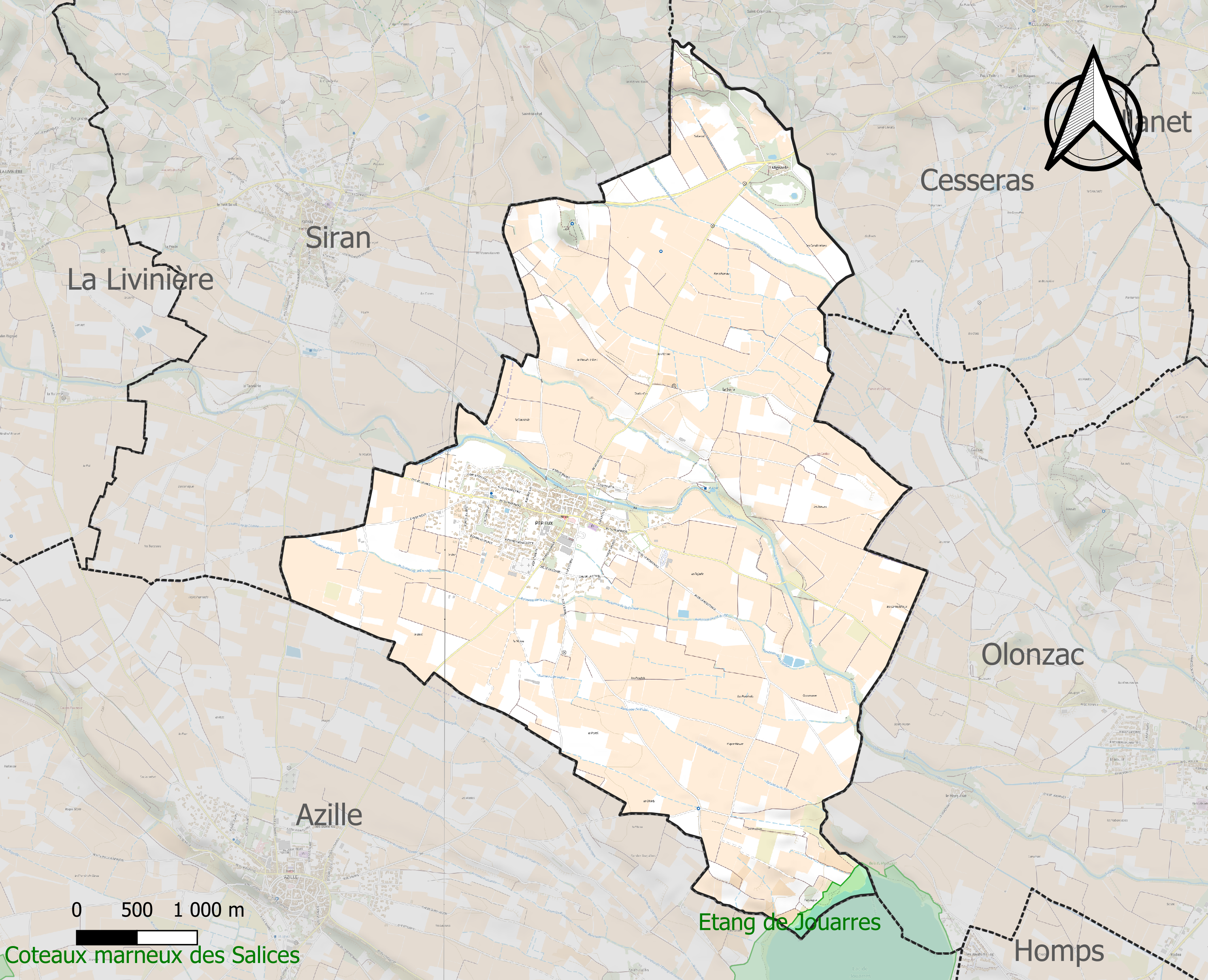
Carte de la ZNIEFF de type 1 localisée sur la commune.

L’inventaire des zones naturelles d'intérêt écologique, faunistique et floristique (ZNIEFF) a pour objectif de réaliser une couverture des zones les plus intéressantes sur le plan écologique, essentiellement dans la perspective d’améliorer la connaissance du patrimoine naturel national et de fournir aux différents décideurs un outil d’aide à la prise en compte de l’environnement dans l’aménagement du territoire.
Une ZNIEFF de type 1 est recensée sur la commune :
l'« étang de Jouarres » (111 ha), couvrant trois communes dont deux dans l'Aude et une dans l'Hérault.

## Toponymie
Mentions anciennes : Pipianis, en 1142, Castrum de Pipionibus, en 1261, Pipieus au XIVe siècle, Pépyus en 1536, Pépieux en 1781.
Comme trois pies figurent sur le blason, certains associent le nom du village aux « pipiones », pépiage des oiseaux. Plus vraisemblablement, le village s'est développé autour du domaine de Pipius, propriétaire terrien ; d'où Pipianis résultant de ce nom et du suffixe -anum, domaine.

### Hydrographie
La commune est dans la région hydrographique « Côtiers méditerranéens », au sein du bassin hydrographique Rhône-Méditerranée-Corse. Elle est drainée par l'Espène, l'Ognon, le ruisseau de Landrogoul, le ruisseau de la Combe, le ruisseau des Garrigues, le ruisseau des Gautis, le ruisseau des Pontels et le ruisseau de Vidal, qui constituent un réseau hydrographique de 15 km de longueur totale,.
L'Espène, d'une longueur totale de 13,1 km, prend sa source dans la commune de Siran et s'écoule vers le sud-est. Il traverse la commune et se jette dans l'Ognon à Olonzac, après avoir traversé 4 communes.
L'Ognon, d'une longueur totale de 23,2 km, prend sa source dans la commune de Cassagnoles et s'écoule vers le sud puis se réoriente vers le sud-est. Il traverse la commune et se jette dans l'Aude à Tourouzelle, après avoir traversé 8 communes.

### Climat
Pour des articles plus généraux, voir Climat de l'Occitanie et Climat de l'Aude.
En 2010, le climat de la commune est de type climat méditerranéen franc, selon une étude s'appuyant sur une série de données couvrant la période 1971-2000. En 2020, Météo-France publie une typologie des climats de la France métropolitaine dans laquelle la commune est exposée à un climat méditerranéen et est dans la région climatique Provence, Languedoc-Roussillon, caractérisée par une pluviométrie faible en été, un très bon ensoleillement (2 600 h/an), un été chaud (21,5 °C), un air très sec en été, sec en toutes saisons, des vents forts (fréquence de 40 à 50 % de vents > 5 m/s) et peu de brouillards.
Pour la période 1971-2000, la température annuelle moyenne est de 14,7 °C, avec une amplitude thermique annuelle de 16,1 °C. Le cumul annuel moyen de précipitations est de 655 mm, avec 7,4 jours de précipitations en janvier et 3,2 jours en juillet. Pour la période 1991-2020, la température moyenne annuelle observée sur la station météorologique la plus proche, située sur la commune de Lézignan-Corbières à 12 km à vol d'oiseau, est de 15,2 °C et le cumul annuel moyen de précipitations est de 678,7 mm,. Pour l'avenir, les paramètres climatiques de la commune estimés pour 2050 selon différents scénarios d'émission de gaz à effet de serre sont consultables sur un site dédié publié par Météo-France en novembre 2022.

## Urbanisme

### Typologie
Au 1er janvier 2024, Pépieux est catégorisée bourg rural, selon la nouvelle grille communale de densité à 7 niveaux définie par l'Insee en 2022.
Elle est située hors unité urbaine et hors attraction des villes,.

### Occupation des sols
L'occupation des sols de la commune, telle qu'elle ressort de la base de données européenne d’occupation biophysique des sols Corine Land Cover (CLC), est marquée par l'importance des territoires agricoles (93,5 % en 2018), en diminution par rapport à 1990 (94,8 %). La répartition détaillée en 2018 est la suivante : 
cultures permanentes (89,9 %), zones urbanisées (6,1 %), zones agricoles hétérogènes (3,6 %), eaux continentales (0,4 %). L'évolution de l’occupation des sols de la commune et de ses infrastructures peut être observée sur les différentes représentations cartographiques du territoire : la carte de Cassini (XVIIIe siècle), la carte d'état-major (1820-1866) et les cartes ou photos aériennes de l'IGN pour la période actuelle (1950 à aujourd'hui).

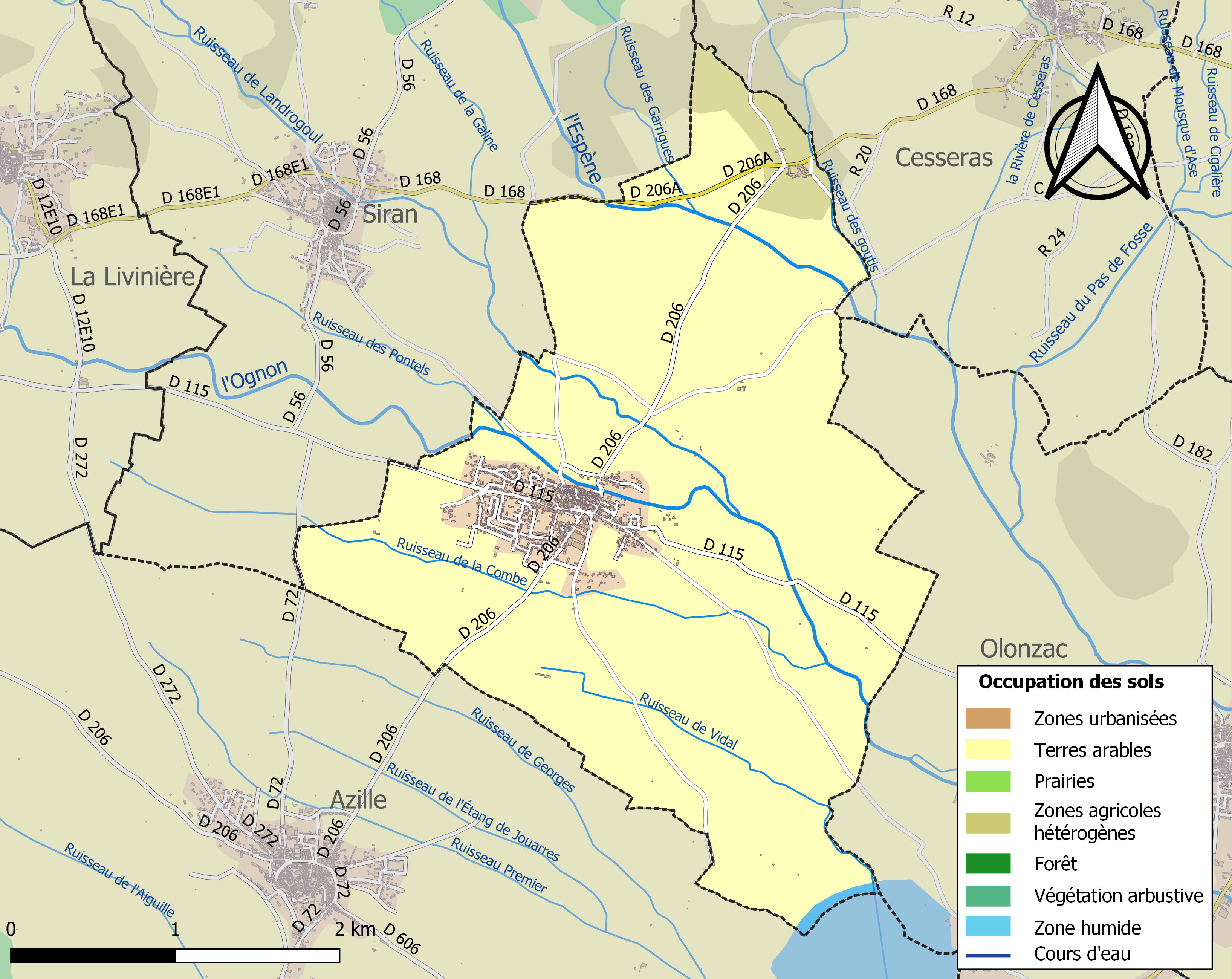
Carte des infrastructures et de l'occupation des sols de la commune en 2018 (CLC).

### Risques majeurs
Le territoire de la commune de Pépieux est vulnérable à différents aléas naturels : météorologiques (tempête, orage, neige, grand froid, canicule ou sécheresse), inondations et séisme (sismicité faible). Un site publié par le BRGM permet d'évaluer simplement et rapidement les risques d'un bien localisé soit par son adresse soit par le numéro de sa parcelle.
Certaines parties du territoire communal sont susceptibles d’être affectées par le risque d’inondation par débordement de cours d'eau, notamment l'Espène et l'Ognon. La commune a été reconnue en état de catastrophe naturelle au titre des dommages causés par les inondations et coulées de boue survenues en 1982, 1987, 1992, 1999, 2005, 2009, 2017 et 2018,.

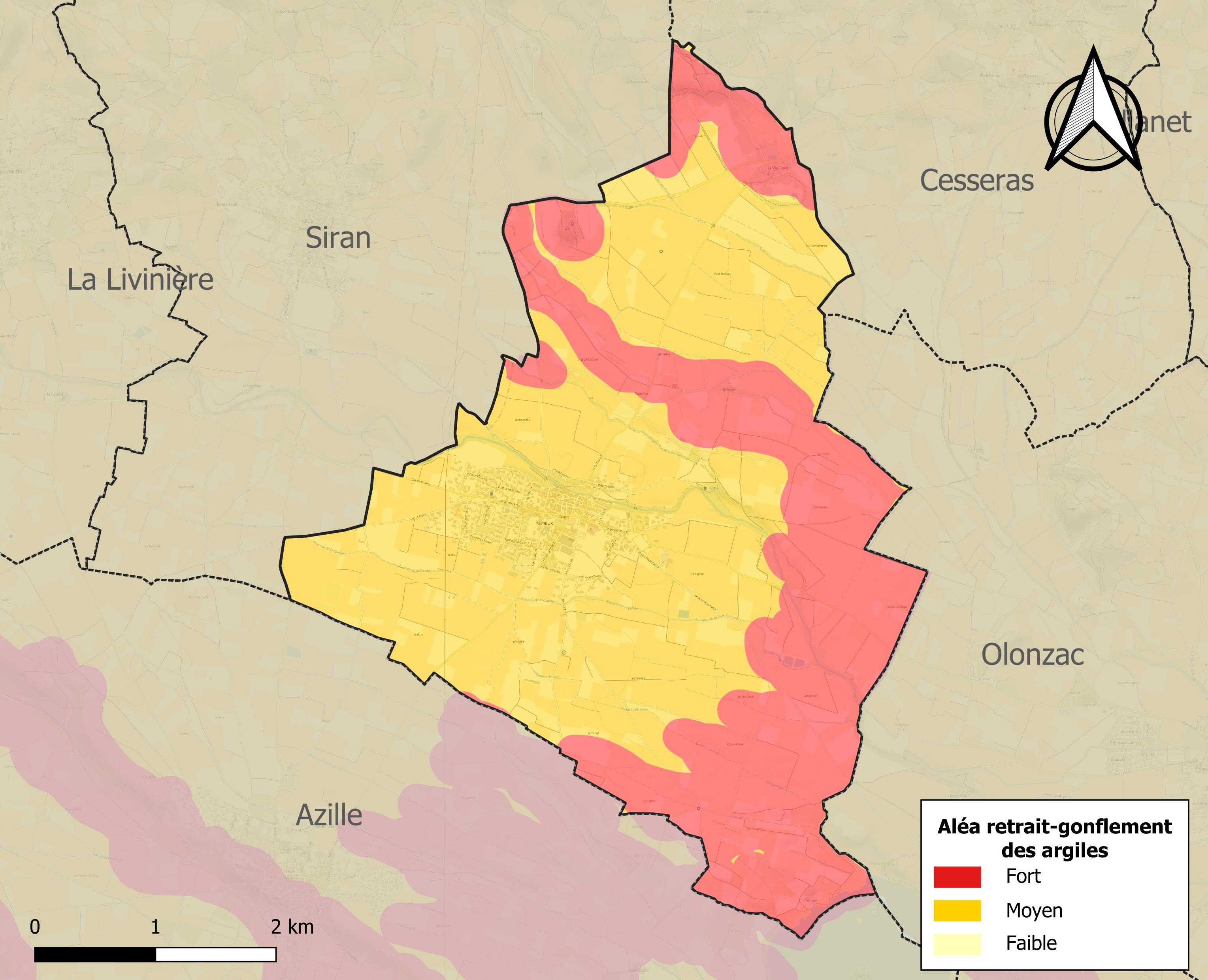
Carte des zones d'aléa retrait-gonflement des sols argileux de Pépieux.

Le retrait-gonflement des sols argileux est susceptible d'engendrer des dommages importants aux bâtiments en cas d’alternance de périodes de sécheresse et de pluie. La totalité de la commune est en aléa moyen ou fort (75,2 % au niveau départemental et 48,5 % au niveau national). Sur les 612 bâtiments dénombrés sur la commune en 2019, 612 sont en aléa moyen ou fort, soit 100 %, à comparer aux 94 % au niveau départemental et 54 % au niveau national. Une cartographie de l'exposition du territoire national au retrait gonflement des sols argileux est disponible sur le site du BRGM,.

## Histoire
La naissance du village remonte probablement à environ 5 000 ans, à preuve le dolmen et les vestiges gallo-romains. Les remparts de la ville datent du Moyen Âge et un certain nombre de maisons du village ont été construites à l'époque féodale. Les seigneurs de Pépieux étaient vassaux du vicomte de Narbonne. Guiraud de Pépieux a participé à la première croisade en 1095 à l'appel du pape Urbain II pour aller défendre le tombeau du Christ.

## Politique et administration

### Liste des maires
| Période                                  | Période  | Identité          | Étiquette          | Qualité                                                       |
| ---------------------------------------- | -------- | ----------------- | ------------------ | ------------------------------------------------------------- |
| 2008                                     | En cours | Pascal Vallière   | PS                 |                                                               |
| 1981                                     | 2008     | André Lacube      | PS                 |                                                               |
| 1945                                     | 1981     | Jean Gastou       | PS                 |                                                               |
|                                          |          |                   |                    |                                                               |
| 1902                                     | 1915     | Antoine Poussines | Rad. puis Soc.ind. | Conseiller général du canton de Peyriac-Minervois (1907-1913) |
| Les données manquantes sont à compléter. |          |                   |                    |                                                               |

## Démographie
| 1793 | 1800 | 1806 | 1821 | 1831 | 1836 | 1841 | 1846 | 1851 |
| ---- | ---- | ---- | ---- | ---- | ---- | ---- | ---- | ---- |
| 348  | 495  | 524  | 531  | 590  | 603  | 582  | 594  | 605  |

| 1856 | 1861 | 1866 | 1872 | 1876 | 1881  | 1886  | 1891  | 1896  |
| ---- | ---- | ---- | ---- | ---- | ----- | ----- | ----- | ----- |
| 676  | 716  | 748  | 742  | 868  | 1 070 | 1 112 | 1 083 | 1 104 |

| 1901  | 1906  | 1911 | 1921  | 1926  | 1931  | 1936 | 1946 | 1954 |
| ----- | ----- | ---- | ----- | ----- | ----- | ---- | ---- | ---- |
| 1 080 | 1 001 | 908  | 1 025 | 1 062 | 1 061 | 933  | 691  | 643  |

| 1962 | 1968 | 1975 | 1982 | 1990  | 1999 | 2006 | 2008 | 2013  |
| ---- | ---- | ---- | ---- | ----- | ---- | ---- | ---- | ----- |
| 715  | 807  | 913  | 992  | 1 041 | 949  | 974  | 977  | 1 019 |

| 2018  | 2022  | - | - | - | - | - | - | - |
| ----- | ----- | - | - | - | - | - | - | - |
| 1 078 | 1 105 | - | - | - | - | - | - | - |

## Économie

### Revenus
En 2018  (données Insee publiées en septembre 2021), la commune compte 453 ménages fiscaux, regroupant 986 personnes. La médiane du revenu disponible par unité de consommation est de 18 440 € (19 240 € dans le département).

### Emploi
| Division       | 2008   | 2013   | 2018   |
| -------------- | ------ | ------ | ------ |
| Commune        | 10,6 % | 14,4 % | 10,2 % |
| Département    | 10,2 % | 12,8 % | 12,6 % |
| France entière | 8,3 %  | 10 %   | 10 %   |

En 2018, la population âgée de 15 à 64 ans s'élève à 605 personnes, parmi lesquelles on compte 70,1 % d'actifs (59,8 % ayant un emploi et 10,2 % de chômeurs) et 29,9 % d'inactifs,. En  2018, le taux de chômage communal (au sens du recensement) des 15-64 ans est inférieur à celui du département, mais supérieur à celui de la France, alors qu'en 2008 il était supérieur à celui du département.
La commune est hors attraction des villes,. Elle compte 246 emplois en 2018, contre 249 en 2013 et 233 en 2008. Le nombre d'actifs ayant un emploi résidant dans la commune est de 370, soit un indicateur de concentration d'emploi de 66,4 % et un taux d'activité parmi les 15 ans ou plus de 48,4 %.
Sur ces 370 actifs de 15 ans ou plus ayant un emploi, 141 travaillent dans la commune, soit 38 % des habitants. Pour se rendre au travail, 84,6 % des habitants utilisent un véhicule personnel ou de fonction à quatre roues, 1,4 % les transports en commun, 8,9 % s'y rendent en deux-roues, à vélo ou à pied et 5,1 % n'ont pas besoin de transport (travail au domicile).

### Activités hors agriculture

#### Secteurs d'activités
69 établissements sont implantés  à Pépieux au 31 décembre 2019. Le tableau ci-dessous en détaille le nombre par secteur d'activité et compare les ratios avec ceux du département,.
| Secteur d'activité                                                                                        | Commune | Commune | Département |
| Secteur d'activité                                                                                        | Nombre  | %       | %           |
| --- | ------- | ------- | ----------- |
| Ensemble                                                                                                  | 69      |         |             |
| Industrie manufacturière, industries extractives et autres                                                | 10      | 14,5 %  | (8,8 %)     |
| Construction                                                                                              | 13      | 18,8 %  | (14 %)      |
| Commerce de gros et de détail, transports, hébergement et restauration                                    | 20      | 29 %    | (32,3 %)    |
| Activités immobilières                                                                                    | 1       | 1,4 %   | (5,2 %)     |
| Activités spécialisées, scientifiques et techniques et activités de services administratifs et de soutien | 7       | 10,1 %  | (13,3 %)    |
| Administration publique, enseignement, santé humaine et action sociale                                    | 13      | 18,8 %  | (13,2 %)    |
| Autres activités de services                                                                              | 5       | 7,2 %   | (8,8 %)     |

Le secteur du commerce de gros et de détail, des transports, de l'hébergement et de la restauration est prépondérant sur la commune puisqu'il représente 29 % du nombre total d'établissements de la commune (20 sur les 69 entreprises implantées  à Pépieux), contre 32,3 % au niveau départemental.

#### Entreprises
Les deux entreprises ayant leur siège social sur le territoire communal qui génèrent le plus de chiffre d'affaires en 2020 sont : 
- Des Vignobles Laburthe, culture de la vigne (517 k€) ;
- GD Tp, travaux de terrassement courants et travaux préparatoires (330 k€).

### Agriculture
La commune est dans la « Région viticole » de l'Aude, une petite région agricole occupant une grande partie centrale du département, également dénommée localement « Corbeilles Minervois et Carcasses-Limouxin ». En 2020, l'orientation technico-économique de l'agriculture  sur la commune est la viticulture.
|               | 1988  | 2000 | 2010 | 2020 |
| ------------- | ----- | ---- | ---- | ---- |
| Exploitations | 118   | 65   | 60   | 49   |
| SAU (ha)      | 1 240 | 1088 | 1155 | 913  |

Le nombre d'exploitations agricoles en activité et ayant leur siège dans la commune est passé de 118 lors du recensement agricole de 1988  à 65 en 2000 puis à 60 en 2010 et enfin à 49 en 2020, soit une baisse de 58 % en 32 ans. Le même mouvement est observé à l'échelle du département qui a perdu pendant cette période 60 % de ses exploitations,. La surface agricole utilisée sur la commune a également diminué, passant de 1 240 ha en 1988 à 913 ha en 2020. Parallèlement la surface agricole utilisée moyenne par exploitation a augmenté, passant de 11 à 19 ha.

## Culture locale et patrimoine

### Le dolmen des fadesou Palet de Roland
Propriété privée, le dolmen des fades (dolmen de las Fadas), ou dolmen des Fées, est un dolmen âgé d'environ 5 000 ans (Néolithique final), construit avec de différentes roches dont du calcaire, des grès gris et rouges. Il est situé à environ 1,5 km au nord de Pépieux. Il comprend une nécropole de type "Champ d'Urnes" où a été découvert un poignard aujourd'hui exposé au musée d'Olonzac. Ce dolmen aurait été utilisé également à l'époque du cuivre et au début de l'âge de bronze. Il mesure environ 24 m de long. Ces vestiges ont été mis au jour en 1946 par Odette et Jean Taffanel. La tombe a comme particularité d'être le plus grand dolmen à couloir large du Midi. Le monument a été consolidé en 1972 par la Conservation Régionale des Bâtiments de France, puis en 1997 sous la direction d'un architecte des monuments historiques et d'un archéologue.

### Nécropole des Fades
Une nécropole hallstattienne a été trouvée dans le champ de « Las Fados », près du dolmen du Palet de Roland. Des sépultures à incinération ont été découvertes dans ce champ en 1903 par Auguste Pradal. D'autres tombes à incinération ont été trouvées dans le champ en 1936. En 1946, un autre défonçage à la charrue a mis au jour de nombreuses sépultures. Le champ de sépultures a été étudié après par Odette et Jean Taffanel

### L'église Saint-Étienne

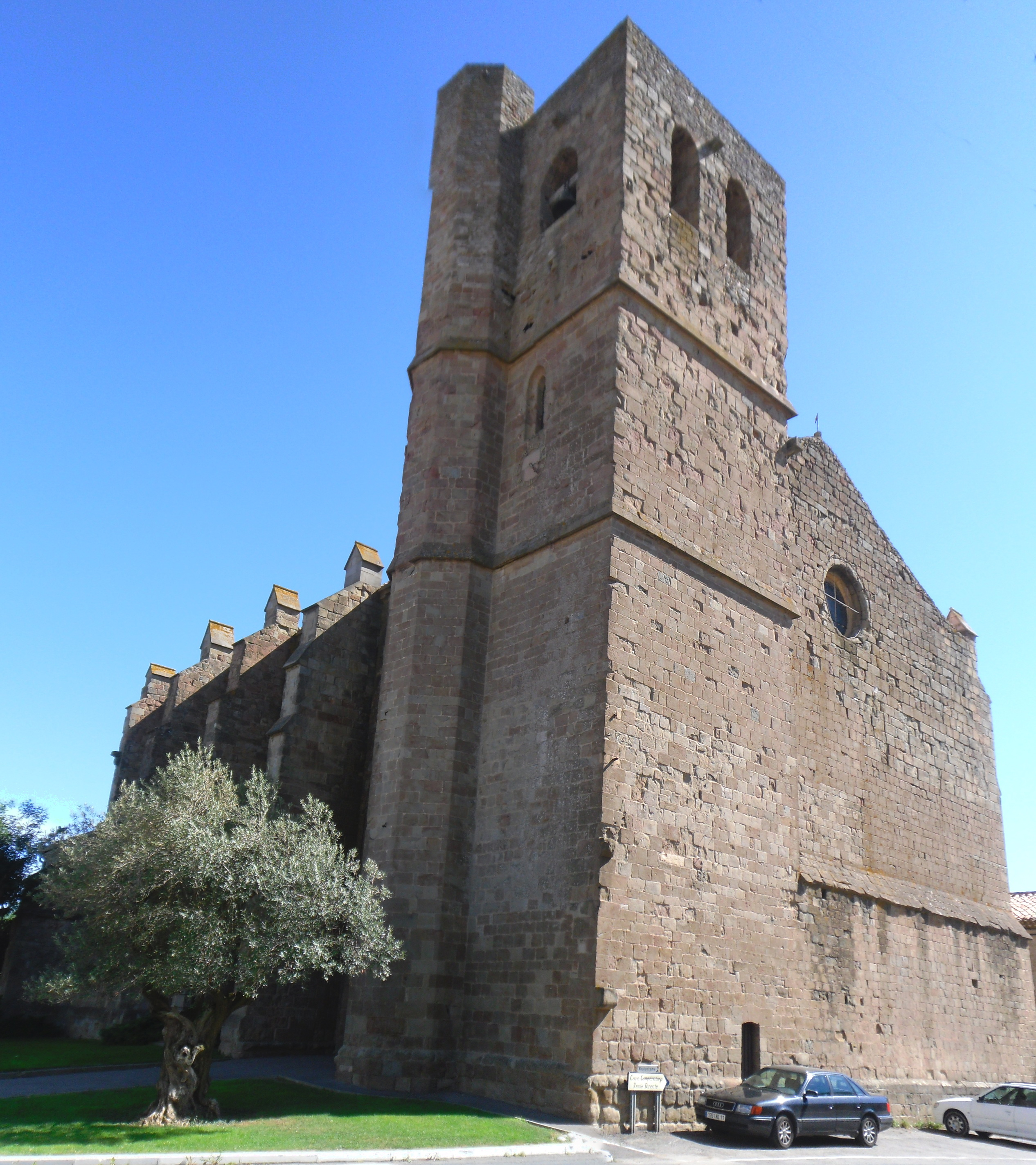
Église Saint-Étienne de Pépieux

L'édifice a été classé au titre des monuments historiques en 1927.
L'édifice, qui appartient à la commune, a été construit en 1274 puis fut brûlé en 1355 par les troupes du Prince Noir (Édouard de Woodstock). Reconstruit en 1379 puis profané par les troupes protestantes en 1570. Pendant des années, l'église est restée en ruines, menaçant de s'écrouler.
De type languedocien courant, elle est à nef unique. Elle mesure 40 m de long sur 18,6 m de large, sans compter les chapelles latérales. Celles-ci ont été construites plus tard, peut-être à la fin du XVe siècle.
L'église a été remaniée plusieurs fois, principalement en 1860 où la toiture et la tour du clocher ont été réparées. La tour du clocher était coiffée d'une « pointe en brique » qui fut démolie en 1942 pour des raisons esthétiques et de fragilité. Elle a été classée Monument Historique en avril 1927.

### Le château
Le château de Pépieux, probablement bâti au cours du XIe siècle dans sa partie principale, est conçu comme tous ceux de cette époque, vaste quadrilatère aux murs énormes percés de rares et petites ouvertures très hautes à l'extérieur, entouré de fossés (sur trois côtés, le 4e étant la rivière), haut de 3 à 4 étages sans plancher quelquefois mais avec des encorbellements pour les recevoir communiquant avec le dehors par une large porte unique munie d'un pont levis et ouvrant par un couloir voûté sur la cour intérieure. Ce qui nous reste du château, remanié de bonne heure et abimé depuis la Révolution, ne peut nous donner qu'une idée partielle en raison des nombreux changements qui y ont été apportés. Le plus important est celui du percement des murs de la cour intérieure du château qui l'a transformée en rue. Dans les années 50, on pouvait voir le puits du château qui était carré en pierre de taille bouché par la mairie mais on peut voir une petite trappe qui sert de regard. Celui-ci est réputé intarissable car il mesure 18 mètres de profondeur donc sous le niveau de la rivière.

### La chapelle seigneuriale sur le Plô
Propriété privée, elle a été inscrite au Monuments Historiques en novembre 1942. Sa façade est remarquable.

### Les fortifications
La muraille est haute mais peu solide, étant bâtie avec du pauvre mortier.
Le bord de la rivière est défendu par les importantes bâtisses du château prolongées au cers par le rempart qui remonte le cours de l'Ognon jusqu'à un petit bastion d'où il repart obliquement vers le sud, à 50 m du bastion s'ouvre la Porte Narouge, encore vingt-cinq mètres et le mur aboutit à un bastion d'angle qui prend la direction de l'ouest longeant bientôt le chemin du mercadal jusqu'à la porte Notre-Dame, laquelle est précédée d'un pont-levis. À partir de là, la muraille se prolonge vers l'ouest jusqu'à un troisième bastion d'angle où elle prend la direction du nord. À vingt mètres de la rivière, elle rencontre la tour de guet (toujours debout), elle s'infléchit alors vers le cers, rencontre la porte du pont et va rejoindre le moulin à huile qui jouxte le château (voir le compoix).

### Héraldique
| Blason de Pépieux | Blason  | D'azur à trois pies d'argent.                    |
| Blason de Pépieux | Détails | Le statut officiel du blason reste à déterminer. |